# Panzeraufklärer
Panzeraufklärer sind die mechanisierte und gepanzerte Aufklärungstruppe einer Landstreitkraft. Ihre Hauptaufgabe ist das Aufklären feindlicher Kräfte und die Erkundung unbekannten Geländes. Im deutschen Heer bildete die Panzeraufklärungstruppe eine eigene Truppengattung. Diese wurde 2008 aufgelöst und ging in der Heeresaufklärungstruppe auf.

## Aufgaben und Taktik

Militärisches Symbol

Hauptaufgabe der Panzeraufklärungstruppe ist die bodengebundene Aufklärung im Einsatzraum der übergeordneten Brigade oder Division. Die Panzeraufklärungstruppe wirkt mit Aufklärungskräften der Artillerie, Fernspäher und der Eloka (Elektronische Kampfführung) zusammen.
Die bodengebundenen Spähtrupps besetzten dazu Aufklärungspunkte von dauerhaftem Interesse und operierten auf sich gestellt möglichst unauffällig nach dem Motto der Truppe „videre sine videri“ (viel sehen ohne selbst gesehen zu werden). Die Eindringtiefe konnte 30 bis 70 Kilometer hinter den feindlichen Linien liegen. Besonders geeignet dazu waren leichte Spähtrupps. Panzeraufklärer verstehen sich deshalb als eine besonders selbständige, unabhängige Truppe. Die eigene Entscheidung bestimmt daher weit stärker über Erfolg oder Misserfolg als bei anderen Waffengattungen. In der modernen Panzeraufklärungstruppe kommt dabei den elektronischen Aufklärungssystemen wie Radar und Sensoren Bedeutung zu. Der Einsatz gepanzerter Spähtrupps erfolgt oft, um Ergebnisse von Aufklärungsmitteln anderer Truppengattungen des Informationsverbundes Aufklärung zu bestätigen, zu ergänzen und das weitere Verhalten des Feindes zu überwachen. Mit ihren gepanzerten Fahrzeugen, insbesondere mit Kampfpanzern, ist die Panzeraufklärungstruppe aber auch in der Lage, eine Aufklärung durch Kampf zu leisten. Weiterhin ist die Truppe befähigt zum Überwachen großer Räume und Flanken, eingeschränkt zur ABC-Aufklärung sowie dem Einrichten und Aufrechterhalten weiterreichender Fernmeldeverbindungen zu und zwischen anderen Kräften.
Die Truppe wirkt im Gefecht der Verbundenen Waffen mit Kampf- und Kampfunterstützungstruppen zusammen, wird aber nicht in den Gefechtsarten oder zur Sicherung von Räumen und Objekten eingesetzt. Ein Aufreiben der Truppe ist zu vermeiden, um die Aufklärungsfähigkeit nicht zu verlieren, ohne die ein weiterer Kampf ohnehin aussichtslos erscheint.

## Geschichte

### Anfänge
Die Tradition der deutschen Panzeraufklärungstruppe geht bis ins Jahr 1743 zurück, als König Friedrich der Große im Reglement für die Preußischen Husarenregimenter festlegte, dass diese auch Aufklärungsaufgaben zu übernehmen hatten. Originär blieben die Husaren jedoch eine Kampftruppe. Im Deutsch-Französischen Krieg (1870/71) gab es erstmals Eskadronen als reine Aufklärungseinheiten in den Infanteriedivisionen. Dafür wurden hauptsächlich Husaren- und Dragonerregimenter ausgewählt, denn diese hatten Karabiner und konnten so auch infanteristisch eingesetzt werden.

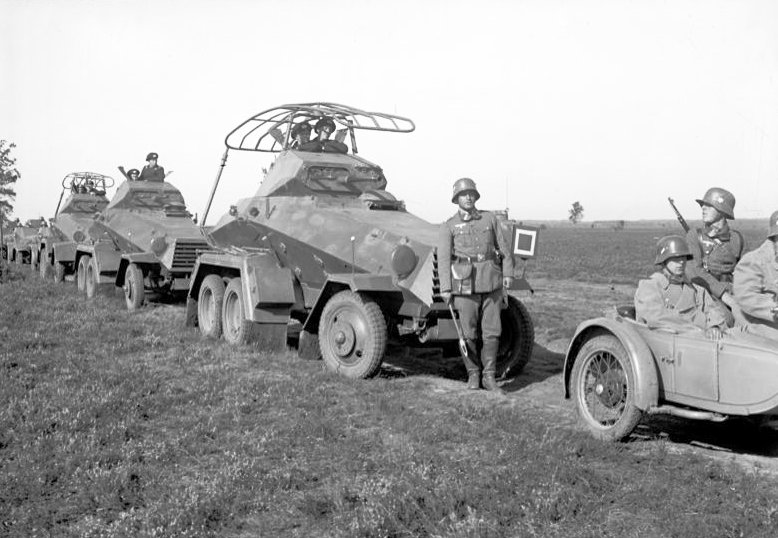
Panzerspähwagen der Wehrmacht

### Erster bis Beginn Zweiter Weltkrieg
Im Ersten Weltkrieg waren es wieder Kavallerieregimenter, die die hauptsächliche Aufklärungsarbeit in den Infanteriedivisionen verrichteten. Der Spähtrupp zu Pferde (Offizierpatrouille) zeigte den Weg zu kleinen beweglichen Aufklärungseinheiten auf. Die Einführung technischer Hilfsmittel wie Ballon, Flugzeug und teilweise bereits auch Kraftfahrzeuge verbesserten die Aufklärungsfähigkeiten. Jedoch, und das sollte zunächst auch in der Reichswehr so bleiben, wurde die Kavallerie noch hauptsächlich als "berittene Infanterie" verwendet. Um 1930 wurden eigene Aufklärungsabteilungen aufgestellt, die neben Reitern auch Radfahrer, motorisierte Fahrzeuge, schwere Waffen und Nachrichtenmittel umfassten. Diese Abteilungen sollten die Vorgänger der späteren motorisierten Aufklärungsabteilungen im Zweiten Weltkrieg bilden. In Potsdam wurde beim Reiterregiment 4 eine Geländewagen-Eskadron eingeführt. Dazu verwendete man als "Geländewagen" den handelsüblichen PKW Dixi. Dies war gewissermaßen die Keimzelle der motorisierten Aufklärungstruppe im deutschen Heer. 1934–1936 wurden 16 der 18 Reiterregimenter der Reichswehr, die Bataillonsstärke aufwiesen, zu Panzer- oder Kradschützenabteilungen (motorisierte Schützenbataillone) bzw. um eine Radfahrabteilung, eine schwere Schwadron und eine Panzerabwehrschwadron ergänzt, zu elf neuen Kavallerieregimentern. Diese elf Regimenter erhielten zusätzlich eine Nachrichtenschwadron. Bis 1938 wurde die Anzahl der Kavallerieregimenter um zwei erhöht und diese als Korpstruppe aufgestellt. Für die neu geschaffene Panzertruppe wurden bis 1939 elf Aufklärungsabteilungen (mot.) – bestehend aus Stab mit Nachrichtenzug, Kradschützenkompanie und schwerer Kompanie sowie drei Aufklärungsregimenter – neu aufgestellt.

### Zweiter Weltkrieg
Diese Aufklärungstruppen verstärkten im Krieg die Panzerdivisionen, die leichten (mot.) Divisionen und die Infanteriedivisionen (mot.), (später Panzergrenadierdivisionen). Durch die überdurchschnittlich gute Ausstattung mit Spähpanzern und Schützenpanzerwagen bzw. Schwimmwagen und Krädern mussten die Aufklärer neben den klassischen Spähaufgaben als Reserve des jeweiligen Großverbandes auch Kampfeinsätze durchführen. In den Infanteriedivisionen traf dies besonders auf die fahrradbeweglichen Füsilierbataillone zu.

### Panzeraufklärer in der Bundeswehr

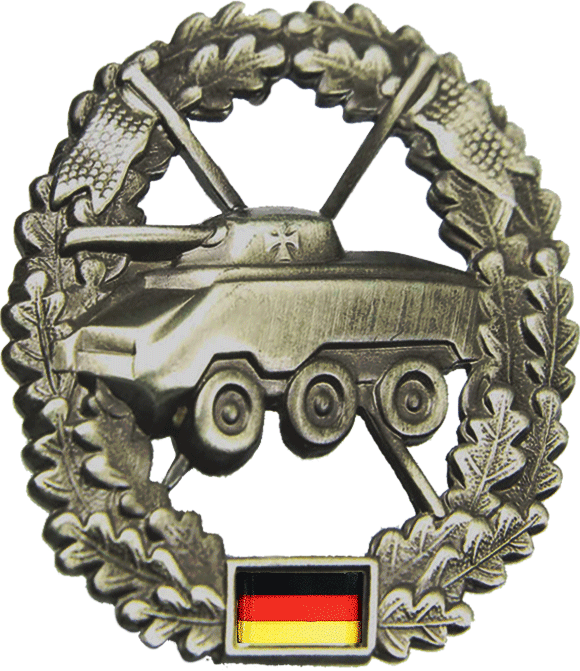
Einstiges Barettabzeichen der früher eigenständigen Panzeraufklärungstruppe der Bundeswehr

Die Panzeraufklärungstruppe war eine Truppengattung im Heer der Bundeswehr. Hauptaufgabe war die überwiegend bodengebundene Aufklärung feindlicher Kräfte und die Erkundung unbekannten Geländes. Dazu verfügte die Panzeraufklärungstruppe über Späh- und Kampfpanzer der Typen Luchs und Leopard 1A3/1A5 sowie leicht gepanzerte Fahrzeuge des Typ Fuchs und den Spähwagen Fennek. Die Panzeraufklärungstruppe zählte zu den Panzertruppen des Heeres und war damit Teil der Kampftruppen.
Die Luftlandeaufklärer waren der luftlandefähige Teil der Panzeraufklärungstruppe. Sie waren mit leichten Fahrzeuge und Waffensystemen wie dem Luchs ausgestattete, als Züge zusammengefasst und sollten im Bedarfsfall den Luftlandebrigaden als Spähzüge unterstellt werden.
Die Panzeraufklärungstruppe wurde 2008 aufgelöst. Zusammen mit den Fernspähern, Feldnachrichtenkräften und den Drohnen der Aufklärenden Artillerie bildet sie die neu aufgestellte Heeresaufklärungstruppe.